# Cathy Bonidan
 (août 2024).
Cathy Bonidan est une romancière française née en 1964.

## Biographie
Cathy Bonidan a grandi à Sarcelles (Val-d'Oise). En sortant du lycée, elle emprunte la même voie que ses parents instituteurs et choisit de se consacrer à l'enseignement. Elle travaille tout d'abord en banlieue parisienne puis à Vannes, dans le Morbihan.
Elle publie Le Parfum de l'hellébore en 2017, puis ses autres romans chez les Éditions de La Martinière.

## Publications
- 2017 : Le Parfum de l'hellébore, Éditions de La Martinière,  (ISBN 978-2-73247251-5); format poche : Points, 2019,  (ISBN 978-2-75787727-2)
- 2019 : Chambre 128, Éditions de La Martinière,  (ISBN 978-2-7324-8584-3) ; format poche : Points, 2020,  (ISBN 978-2-75788003-6)
- 2020 : Victor Kessler n'a pas tout dit, Éditions de La Martinière,  (ISBN 978-2-73249437-1); format poche : Points, 2021,  (ISBN 978-2-75788838-4)
- 2024 : Où la vie nous conduira, Éditions de La Martinière,  (ISBN 979-1-04011713-1)